# WISE J0521+1025
| Dane z obserwacji             | Dane z obserwacji |
| ----------------------------- | ----------------- |
| Gwiazdozbiór                  | Orion             |
| Rektascensja                  | 05h 21m 26.349s   |
| Deklinacja                    | 10° 25′ 27.41″    |
| Charakterystyka               |                   |
| Typ Widmowy                   | T7.5              |
| Pozorna wielkość (J (2MASS)   | 15.262            |
| Pozorna wielkość (H (2MASS))  | 15.222 ± 0.103    |
| Pozorna wielkość (Ks (2MASS)) | 14.665            |
| Pozorna wielkość (w1 (WISE)   | 14.098 ± 0.031    |
| Pozorna wielkość (w2 (WISE))  | 12.286 ± 0.026    |
| Pozorna wielkość (w3 (WISE))  | 10.306 ± 0.085    |

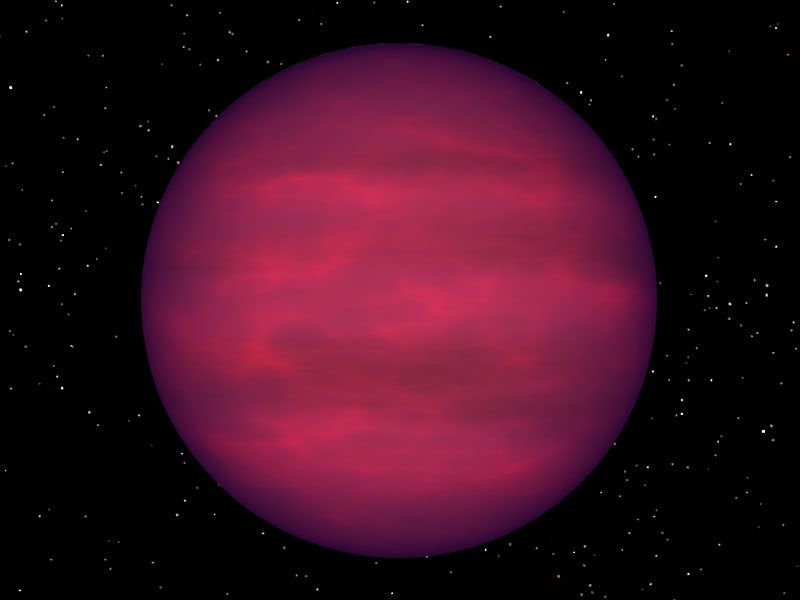
Artystyczna wizja Brązowego karła typu widmowego T

WISE J0521+1025 to brązowy karzeł typu widmowego T7.5, znajdujący się w Gwiazdozbiorze Oriona w odległości około 16,3 lat świetlnych (5,0 Parseków) od Ziemi.

## Historia Obserwacji
WISE J0521+1025 został odkryty poprzez dobór źródeł o barwach typowych dla karłów T z katalogu źródłowego WISE All-Sky i sprawdzenie ich pod kątem wysokiego ruchu własnego za pomocą starszych pomiarów: 2MASS, DENIS, SDSS, SSS, DSS i UKIDSS. Trzy obiekty spośród około dziesięciu kandydatów, w tym WISE J0521+1025, zostały wybrane do obserwacji spektroskopowej za pomocą Wielkiego Teleskopu Obuocznego (LBT). 9 października 2012 przeprowadzono obserwacje WISE J0521+1025 za pomocą spektrografu bliskiej podczerwieni LUCI 1 na LBT. 25 czerwca 2013 r. Astronomy & Astrophysics otrzymało dokument odkrywczy, który został przyjęty do publikacji 10 lipca 2013 r.

## Odległość
Odległość WISE J0521+1025 została oszacowana przy użyciu średnich wielkości bezwzględnych pojedynczych karłów T7.5, wyprowadzonych z paralaks trygonometrycznych: 5,0 ± 1,3 parseków (16,3 ± 4,2 lat świetlnych).